# AGIL Volley
O AGIL Volley Novara é um clube de voleibol feminino italiano fundado em 1984, cuja sede é na cidade de Novara.

## História
O AGIL Volley Trecate foi fundado na jornada esportiva 1983-84, com empenho da Irmã Giovanna Saporiti, residente na comunidade desde os 20 anos de idade, e  também de Marilena Bertini, primeira professora de educação física, depois a Irmã Giovannaaos aos 36 anos que criou um centro de formação para jovens, iniciando assim o departamento que conduziu o time principal a Série A1 do Campeonato italiano .
O termo AGIL é confundido por muitos a uma marca comercial, mas de fato é um acrônimo que ainda identifica o compromisso deste clube de esportivo:A = amicizia (amizade), G = gioia (alegria) I = impegno (empenho/compromisso) L = lealtà (lealdade).
O ideal da sociedade esportiva é o resultado de um compromisso assumido com jovens, abandonando o projeto de construção de uma Casa para idosos para focar numa estrutura muitos jovens que através do esporte poderiam crescer e formar um grupo sólido, abandonou o pequeno ginásio e este foi o objetivo inicial e este foi o resultado final o suficiente para forçar a sociedade recém-nascida a abandonar o pequeno "ginásio" de onde tinha começado, investindo na construção de um edifício que ao longo dos anos se desenvolveu em um centro esportivo ao redor das quadras de vôlei de praia e uma estrutura polivalente que permite a prática do futebol, basquetebol, bem como propiciar várias oficinas de voleibol.
A partir de 1989, quando a AGIL apareceu nos Campeonatos da Federação, a empresa de Novara obteve promoções da III Divisão até a série C, adquirindo os direitos de Pavic Romagnano, culmunou na série B1, terminando com um rebaixamento, mas o General Manager Massimo De Stefano imediatamente preparou uma equipe para as garotas saltarem de categoria e estas guiaram o mister Pacifico a alcançar em três anos uma história promoção na Série A, feito obtido após 10 anos da última equipe representante piemontesa Galup Pinerolo; na ocasião, a inexperiência e dificuldades, a novidade de disputar a série, foram os fatores que culminaram a terminar na terceira posição, não se mantendo na divisão.
Fortalecido pela experiência  da temporada anterior,  na jornada 1999-00, com maior profissionalismo e comprometimento, compondo um grupo com atletas mais jovens na Série A2, com investimento a longo prazo e sob o comando do renomado técnico Luciano Pedullà, os resultados foram surpreendentes em pouco tempo, em um campeonato de alto nível e com um final mais surpreente ainda, obtendo a promoção a Série "A1" no playoff final, pu seja, um ano depois, a temporada de 2000-01 será inesquecível, a Taça Tally (Copa Itália) e a promoção na A1 só tiveram sucesso em Vicenza..
Na primeira temporada da Série A1, com o patrocínio pela empresa ASYSTEL, e um sucesso foi grande, pois, o time chegou a final, e terminou com o vice-campeonato, mais um marco histórico do clube obtido nesse ano de 2002, para o clube e patrocinador , com crescimento do número de fãs.No período esportivo de 2002-03 não ficou por menos diante dos feitos anteriores, a estrela do time era a chinesa Lang Ping que comandou o time a conquistar o título da Copa CEV da temporada..
No período de 2003-04, o AGIL Volley Trecate prioriza ainda mais os campeonatos juvenis, classificação para a categoria Sub-19 no campeonato Regional, que compete com esse elenco a Série C e e paralelamente com o time ASYSTEL Volley na Série A, havendo a separação no ano seguinte, ou seja, nas competições de 2004-05, com a realização de um projeto pelos dirigentes para realçar a imagem e compromisso do clube, denominado "AGIL: O ESPORTE QUE CRESCE", com a seguinte filosofia.:
- propor o modelo de um esporte saudável e limpo, no qual a competição e resultado coexistem com aqueles valores humanos e éticos que são particularmente significantes para o mundo esportivo;
- fazer seu próprio setor de juventude competitivo
- expandir sua base de usuários, através da colaboração com algumas empresas que operam nas áreas vizinhas

E atingiram as metas citadas, com maiores investimentos, de forma intensiva . visando a qualidade e quantidade no departamento juvenil, com a competência de gestação técnica, obteve na temporada 2011-12 a Série B1 e a Série D, por quatro anos consecutivo, com suas equipes de base (Sub-16 e Sub-14)conquistando também o título provincial, mostrando sua força a nível regional na capacidade de formar jogadores de qualidade.
Nos trinta anos dedicados de trabalho e com solidez no voleibol feminino, AGIL Volley, imprimiu seu estilo na história do voleibol local e nacional, e no verão de 2012 receberam o pedido para liderar o recém criado IGOR Volley Novara na Série A2, representando uma cidade e província com forte cultura voleibolística e esportiva e na jornada 2012-13 ocorreu a surpreendente promoção a Série A1, um marco, portanto, e desenvolvendo assim um tyrabalho eficiente (séries A1, C, D, divisão I, Sub-18, Sub-16, Sub-14, Sub-13 e Sub-12..

## Títulos

### Competições Nacionais
- Campeonato Italiano: 1

2016-17
- Supercoppa Italiana: 1

2017
- Copa Itália (A1): 2

2014-15 e 2016-17
- Copa Itália (A2): 1

2000-01

### Competições Internacionais
- CEV Champions League: 1:2018-2019[1]
- Copa CEV: 1

2002-03